# پارک ملی سامورسکی
پارک ملی سامورسکی (انگلیسی: Samursky National Park) یک پارک ملی حفاظت‌شده در داغستان کشور روسیه است.